# Pleurodema bufoninum
Espèce
Synonymes
- Leiuperus salarius Bell, 1843

Statut de conservation UICN

 LC  : Préoccupation mineure
Pleurodema bufoninum (en espagnol : sapo de cuatro ojos grandes) est une espèce d'amphibiens de la famille des Leptodactylidae.

## Répartition
Cette espèce se rencontre jusqu'à 2 300 m d'altitude dans le sud de l'Argentine et dans le sud du Chili.

## Publication originale
- Bell, 1843 : The Zoology of the Voyage of H.M.S. Beagle Under the Command of Captain Fitzroy, R.N., during the Years 1832 to 1836, vol. 5, p. 1-51 (texte intégral).